# جيمس إي. داير
جيمس إي. داير (بالإنجليزية: James E. Dyer)‏ هو سياسي أمريكي، ولد في 20 سبتمبر 1946، وتوفي في 28 يوليو 2011. انتخب عضو مجلس نواب كونيتيكت.